# Багерия
Багери́я (итал. Bagheria; сиц. Baarìa) — коммуна в Италии, располагается в регионе Сицилия, подчиняется административному центру Палермо. Название происходит от арабского Bab-el-gberib («врата ветра»).
Население составляет 53 381 человек (на 2004 год), плотность населения составляет 1735 чел./км². Занимает площадь 29 км². Почтовый индекс — 90011. Телефонный код — 091. 
Покровителем населённого пункта считается Святой Иосиф, праздник которого ежегодно отмечается 19 марта.
Наиболее известные достопримечательности города — вилла Палагония и музей Ренато Гуттузо, разместившийся в стенах виллы Каттолики. Городу посвящена книга Дачии Мараини «Багерия» и фильм Джузеппе Торнаторе «Баария». Ряд событий фильма «Крёстный отец 3» происходит в Багерии (несколько раз в кадре мелькала вывеска с названием города).

## Известные уроженцы и жители
- Ренато Гуттузо (1911—1987) — итальянский живописец, график, почётный член Академии художеств СССР (1962).
- Джузеппе Торнаторе (род. 1956) — итальянский кинорежиссёр, сценарист и продюсер.
- Шанна, Фердинандо (род. 1943) — итальянский фотограф.